# Лепя
Лепя (ест. Lepä), також Лепа, Леппа — село в Естонії, входить до складу волості Меремяе, повіту Вирумаа.